# Big Racket

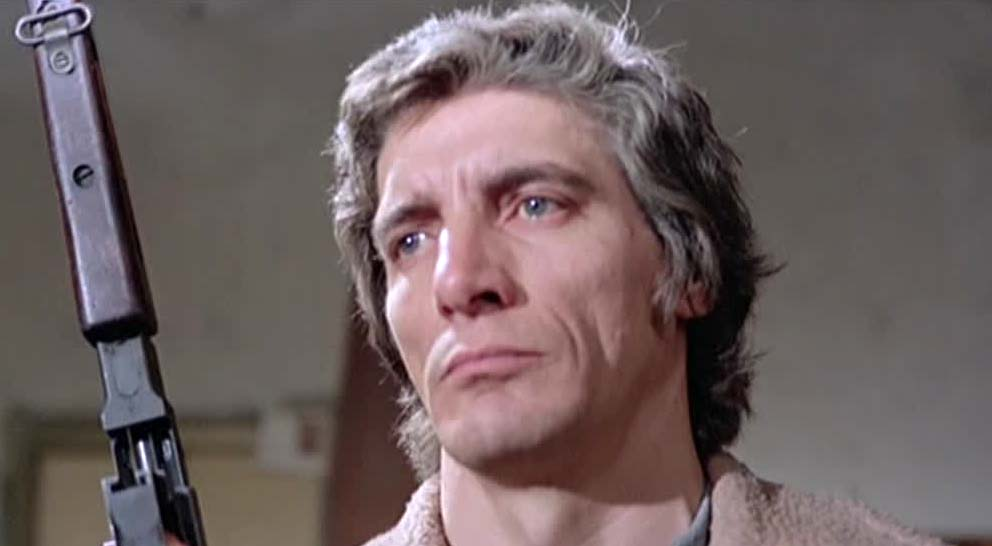
Photo de Romano Puppo dans le « Big Racket ».

Pour plus de détails, voir Fiche technique et Distribution.
Big Racket (Il grande racket) est un poliziottesco italien coécrit et réalisé par Enzo G. Castellari, sorti en 1976.

## Synopsis
À Rome, des commerçants sont violemment rackettés par des voyous d'une organisation mafieuse dirigée par un certain Rudy le Marseillais. Ils sont surveillés de près par l'inspecteur Nico Palmieri et son adjoint, le sergent Salvatore Velasci. Leurs supérieurs veulent rapidement des résultats pour démanteler ce réseau criminel mais Palmieri ne parvient pas à les incriminer. Personne n'ose témoigner contre les racketteurs alors qu'ils agissent en tout impunité le jour et à visage découvert. Après une filature qui lui permet de remonter jusqu'au Marseillais, Nico échappe de peu à la mort.
Mais son bref séjour à l'hôpital ne le décourage pas pour autant. Il parvient à réunir les commerçants rackettés au commissariat, mais seul l'un d'entre eux, le restaurateur Luigi Giulti, accepte de parler au péril de sa vie. Sa fille est aussitôt kidnappée par les hommes de Rudy le Marseillais. Alors que son père refuse de payer la rançon, la police parvient à la retrouver. Mais, traumatisée par un viol collectif qu'elle a subi, elle se suicide. Après avoir abattu deux membres du gang dans son restaurant, Giulti est arrêté et emprisonné. Dans la foulée, le procureur de la République reprend l'affaire en main, et la confie à un autre inspecteur de police, au grand désarroi de Palmieri qui, pourtant, a arrêté les agresseurs de la fille de Giulti. Mais, grâce à leurs appuis politiques, ils sont rapidement relâchés.
En colère face à cette injustice, Palmieri et son fidèle Velasci décident de combattre cette bande criminelle par tous les moyens même les plus illégaux. Ils recrutent des citoyens pour former une milice qui entreprend de nettoyer la ville par la violence. Grâce à une vieille connaissance du milieu, Zio Pepe, Palmieri apprend que le Marseillais prépare un gros coup, l'attaque d'un fourgon postal. Il est enfin temps de débarrasser de lui et de son gang. 

## Fiche technique
- Titre : Big Racket
- Titre original : Il grande racket
- Réalisation : Enzo G. Castellari
- Scénario : Arduino Maiuri, Massimo De Rita et Enzo G. Castellari
- Montage : Gianfranco Amicucci
- Musique : Guido et Maurizio de Angelis
- Photographie : Marcello Masciocchi
- Production : Galliano Juso
- Société de production : Cinemaster
- Société de distribution : Titanus
- Pays de production :  Italie
- Langue de tournage : italien
- Format : couleur
- Genre : poliziottesco, film de mafieux
- Durée : 101 minutes
- Dates de sortie : 
  - Italie : 12 août 1976
  - France : 2 août 1978

## Distribution
- Fabio Testi (VF : Sady Rebbot) : inspecteur Nico Palmieri
- Salvatore Borgese (VF : Jacques Balutin) : sergent Salvatore Velasci
- Joshua Sinclair (VF : Bernard Tiphaine) : Rudy le Marseillais
- Vincent Gardenia (VF : William Sabatier) : Pepe
- Renzo Palmer (VF : Jacques Dynam) : Luigi Giulti
- Orso Maria Guerrini : Gianni Rossetti
- Glauco Onorato : Piero Mazzarelli
- Marcella Michelangeli : Marcy
- Romano Puppo : Doringo
- Antonio Marsina (VF : Yves-Marie Maurin) : l'avocat Giovanni Giuni
- Daniele Dublino le commissaire
- Anna Zinnemann : Anna Rossetti
- Edy Biagetti : chef
- Salvatore Billa : Fabrizi
- Giovanni Bonadonna : Cuomo
- Franco Borelli : Saclà
- Pietro Ceccarelli (it) : Mayer
- Domenico Cianfriglia : Hood
- Giovanni Cianfriglia (VF : Michel Barbey) : Ox
- Roberto Dell'Acqua : Luigino
- Ruggero Diella: Piccio
- Dino Mattielli : garde
- Carmelo Reale : Vraspar
- Angelo Ragusa : Badger
- Massimo Vanni : Vanni
- Stefania Girolami : Stefania Giulti (non créditée)

## Autour du film
La fille du restaurateur Giulti est jouée par Stefania Girolami, fille du réalisateur Enzo G. Castellari. Elle avait déjà interprétée un personnage très similaire dans le précédent film de son père, Le Témoin à abattre .